# UFC on ESPN: Usman vs. Buckley
UFC on ESPN: Usman vs. Buckley (também conhecido como UFC on ESPN 69) foi um evento de artes marciais mistas produzido pelo Ultimate Fighting Championship, que aconteceu em 14 de junho de 2025, na State Farm Arena, em Atlanta, Geórgia, Estados Unidos.

## Contexto
O evento marcou a quinta visita da organização a Atlanta e a primeira desde o UFC 236, em abril de 2019.
Uma luta no peso meio-médio entre o ex-campeão peso meio-médio do UFC (e também vencedor do torneio dos meio-médios do The Ultimate Fighter: American Top Team vs. Blackzilians), Kamaru Usman, e Joaquin Buckley foi a luta principal do evento.
Uma luta no peso-meio-pesado entre Alonzo Menifield e Oumar Sy aconteceu neste evento. Eles estavam originalmente escalados para se enfrentar no UFC Fight Night: Edwards vs. Brady, em março, mas Sy teve que se retirar devido a uma lesão.
Uma luta no peso-meio-pesado entre Paul Craig e o ex-campeão interino dos meio-pesados do LFA, Rodolfo Bellato, aconteceu neste evento. Eles estavam originalmente escalados para se enfrentar no UFC Fight Night: Burns vs. Morales, um mês antes, mas a luta foi cancelada durante o evento devido a uma infecção por herpes de Bellato.
Uma luta no peso-mosca feminino entre a ex-campeã peso-mosca do LFA, Jamey-Lyn Horth, e Tereza Bledá estava programada para este evento. No entanto, Bledá se retirou da luta devido a uma infecção por estafilococo e foi substituída pela também ex-campeã peso-palha do LFA, Vanessa Demopoulos.
Uma luta no peso-galo entre Ricky Simón e Charles Jourdain estava programada para este evento. No entanto, Jourdain se retirou durante a semana do evento devido a uma lesão no olho, sendo substituído por Cameron Smotherman.

## Resultados
1. ↑  Um choque acidental de cabeças impossibilitou Brundage de continuar.
2. ↑  Uma pedalada ilegal (chute ilegal de baixo para cima) acidental impossibilitou Bellato de continuar.

## Prêmios de bônus
Os seguintes lutadores receberam bônus de US$ 50.000.
- Luta da Noite: Kamaru Usman vs. Joaquin Buckley
- Performance da Noite: Malcolm Wellmaker e Jose Ochoa.